# Enthora miliaris
Enthora miliaris är en skalbaggsart som beskrevs av Hermann Julius Kolbe 1894. Enthora miliaris ingår i släktet Enthora och familjen Melolonthidae. Inga underarter finns listade i Catalogue of Life.